# Grad (Cerklje na Gorenjskem, Slovenija)
Grad je naselje u slovenskoj Općini Cerklju na Gorenjskem. Grad se nalazi u pokrajini Gorenjskoj i statističkoj regiji Gorenjskoj. 

## Stanovništvo
Prema popisu stanovništva iz 2002. godine naselje je imalo 233 stanovnika.